# Monkeblomfluga
Monkeblomfluga (Eumerus sabulonum) är en tvåvingeart som först beskrevs av Fallen 1817.  Monkeblomfluga ingår i släktet månblomflugor, och familjen blomflugor.
Artens utbredningsområde är Sverige. Enligt den finländska rödlistan är arten nationellt utdöd i Finland. Arten är reproducerande i Sverige. Artens livsmiljö är torra gräsmarker. Inga underarter finns listade i Catalogue of Life.

## Bildgalleri

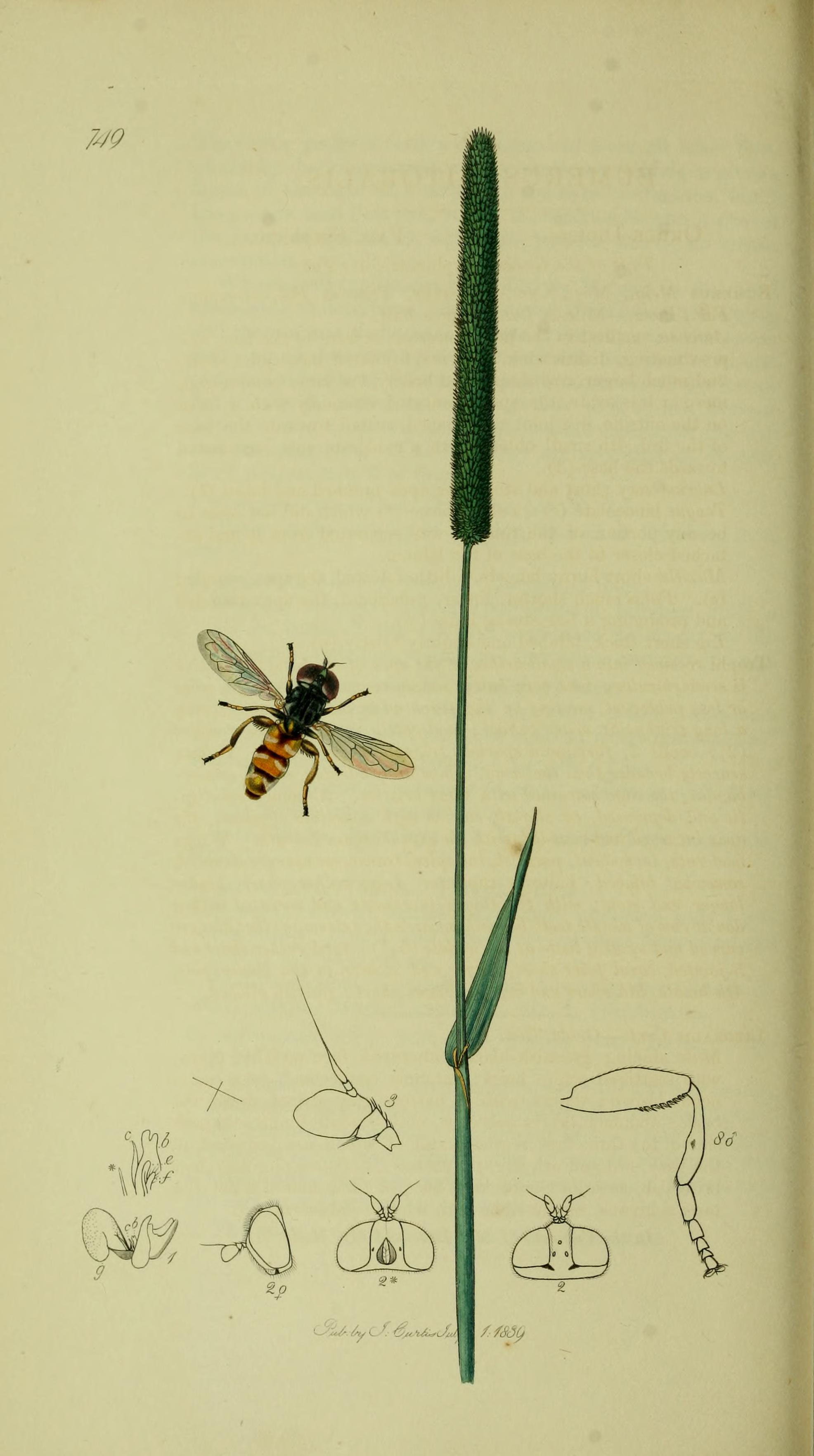